# Héctor Flores
Héctor Armando Flores González (El Progreso, Departamento de Yoro, Honduras; 20 de junio de 1975) es un exfutbolista hondureño. Jugó en la demarcación de delantero, y su último equipo fue el Honduras Progreso de la Liga Nacional de Honduras.

## Clubes
| Club                 | País      | Año         |
| -------------------- | --------- | ----------- |
| Olimpia              | Honduras  | 1996 - 2001 |
| Honduras Salzburg    | Honduras  | 2001 - 2003 |
| Victoria             | Honduras  | 2003 - 2007 |
| Real España          | Honduras  | 2007 - 2008 |
| Real Juventud        | Honduras  | 2009        |
| Vida                 | Honduras  | 2009        |
| Hispano              | Honduras  | 2010 - 2011 |
| Deportivo Coatepeque | Guatemala | 2011        |
| Necaxa               | Honduras  | 2012        |
| Parrillas One        | Honduras  | 2013        |
| Honduras Progreso    | Honduras  | 2014 - 2015 |

## Palmarés

### Campeonatos nacionales
| Título                      | Club                    | País     | Año           |
| --------------------------- | ----------------------- | -------- | ------------- |
| Liga Nacional de Honduras   | Olimpia                 | Honduras | 1996-1997     |
| Liga de Ascenso de Honduras | Honduras de El Progreso | Honduras | Clausura 2014 |

### Copas nacionales
| Título                | Club                    | País     | Año  |
| --------------------- | ----------------------- | -------- | ---- |
| Supercopa de Honduras | Honduras de El Progreso | Honduras | 2014 |